# Danh sách tiểu hành tinh: 27901–28000
| Tên                | Tên đầu tiên | Ngày phát hiện       | Nơi phát hiện           | Người phát hiện                                  |
| ------------------ | ------------ | -------------------- | ----------------------- | ------------------------------------------------ |
| 27901 -            | 1996 RR4     | 13 tháng 9 năm 1996  | Haleakala               | NEAT                                             |
| 27902 -            | 1996 RA5     | 13 tháng 9 năm 1996  | Church Stretton         | S. P. Laurie                                     |
| 27903 -            | 1996 RS11    | 8 tháng 9 năm 1996   | Kitt Peak               | Spacewatch                                       |
| 27904              | 1996 SV4     | 20 tháng 9 năm 1996  | Xinglong                | Chương trình tiểu hành tinh Bắc Kinh Schmidt CCD |
| 27905              | 1996 SK6     | 20 tháng 9 năm 1996  | Xinglong                | Beijing Schmidt CCD Asteroid Program             |
| 27906 -            | 1996 TZ7     | 12 tháng 10 năm 1996 | Sudbury                 | D. di Cicco                                      |
| 27907 -            | 1996 TU9     | 15 tháng 10 năm 1996 | Kleť                    | Kleť                                             |
| 27908 -            | 1996 TX9     | 4 tháng 10 năm 1996  | Church Stretton         | S. P. Laurie                                     |
| 27909 -            | 1996 TD11    | 14 tháng 10 năm 1996 | Lime Creek              | R. Linderholm                                    |
| 27910              | 1996 TA14    | 10 tháng 10 năm 1996 | Xinglong                | Chương trình tiểu hành tinh Bắc Kinh Schmidt CCD |
| 27911              | 1996 TC14    | 10 tháng 10 năm 1996 | Xinglong                | Beijing Schmidt CCD Asteroid Program             |
| 27912              | 1996 TJ14    | 9 tháng 10 năm 1996  | Kushiro                 | S. Ueda, H. Kaneda                               |
| 27913 -            | 1996 TC41    | 8 tháng 10 năm 1996  | La Silla                | E. W. Elst                                       |
| 27914 -            | 1996 TN41    | 8 tháng 10 năm 1996  | La Silla                | E. W. Elst                                       |
| 27915 Nancywright  | 1996 UU1     | 30 tháng 10 năm 1996 | Prescott                | P. G. Comba                                      |
| 27916              | 1996 VX1     | 1 tháng 11 năm 1996  | Xinglong                | Chương trình tiểu hành tinh Bắc Kinh Schmidt CCD |
| 27917 Edoardo      | 1996 VU2     | 6 tháng 11 năm 1996  | San Marcello            | L. Tesi, G. Cattani                              |
| 27918 -            | 1996 VJ4     | 6 tháng 11 năm 1996  | Chichibu                | N. Sato                                          |
| 27919 -            | 1996 VP4     | 13 tháng 11 năm 1996 | Oizumi                  | T. Kobayashi                                     |
| 27920 -            | 1996 VV8     | 7 tháng 11 năm 1996  | Kitami                  | K. Endate, K. Watanabe                           |
| 27921 -            | 1996 VY26    | 11 tháng 11 năm 1996 | Kitt Peak               | Spacewatch                                       |
| 27922 Mascheroni   | 1996 XW8     | 8 tháng 12 năm 1996  | Prescott                | P. G. Comba                                      |
| 27923 -            | 1996 XJ32    | 4 tháng 12 năm 1996  | Cima Ekar               | U. Munari, M. Tombelli                           |
| 27924 -            | 1997 AZ10    | 9 tháng 1 năm 1997   | Sudbury                 | D. di Cicco                                      |
| 27925 -            | 1997 CJ1     | 1 tháng 2 năm 1997   | Oizumi                  | T. Kobayashi                                     |
| 27926 -            | 1997 EM15    | 4 tháng 3 năm 1997   | Kitt Peak               | Spacewatch                                       |
| 27927 -            | 1997 EQ32    | 11 tháng 3 năm 1997  | Kitt Peak               | Spacewatch                                       |
| 27928 -            | 1997 EG38    | 5 tháng 3 năm 1997   | Socorro                 | LINEAR                                           |
| 27929              | 1997 FC1     | 28 tháng 3 năm 1997  | Xinglong                | Chương trình tiểu hành tinh Bắc Kinh Schmidt CCD |
| 27930 -            | 1997 GN6     | 2 tháng 4 năm 1997   | Socorro                 | LINEAR                                           |
| 27931 -            | 1997 GU7     | 2 tháng 4 năm 1997   | Socorro                 | LINEAR                                           |
| 27932 -            | 1997 GF8     | 2 tháng 4 năm 1997   | Socorro                 | LINEAR                                           |
| 27933 -            | 1997 GW14    | 3 tháng 4 năm 1997   | Socorro                 | LINEAR                                           |
| 27934 -            | 1997 HT11    | 30 tháng 4 năm 1997  | Socorro                 | LINEAR                                           |
| 27935 -            | 1997 JN      | 2 tháng 5 năm 1997   | Kitt Peak               | Spacewatch                                       |
| 27936 -            | 1997 JF12    | 3 tháng 5 năm 1997   | La Silla                | E. W. Elst                                       |
| 27937 -            | 1997 JJ13    | 3 tháng 5 năm 1997   | La Silla                | E. W. Elst                                       |
| 27938 Guislain     | 1997 JG16    | 3 tháng 5 năm 1997   | La Silla                | E. W. Elst                                       |
| 27939 -            | 1997 LL2     | 5 tháng 6 năm 1997   | Kitt Peak               | Spacewatch                                       |
| 27940 -            | 1997 LB4     | 9 tháng 6 năm 1997   | Kitt Peak               | Spacewatch                                       |
| 27941 -            | 1997 LB6     | 13 tháng 6 năm 1997  | Kitt Peak               | Spacewatch                                       |
| 27942 -            | 1997 LL9     | 7 tháng 6 năm 1997   | La Silla                | E. W. Elst                                       |
| 27943 -            | 1997 LB12    | 7 tháng 6 năm 1997   | La Silla                | E. W. Elst                                       |
| 27944 -            | 1997 MA3     | 28 tháng 6 năm 1997  | Socorro                 | LINEAR                                           |
| 27945 -            | 1997 MK3     | 28 tháng 6 năm 1997  | Socorro                 | LINEAR                                           |
| 27946 -            | 1997 NA      | 1 tháng 7 năm 1997   | Kitt Peak               | Spacewatch                                       |
| 27947 Emilemathieu | 1997 NH3     | 9 tháng 7 năm 1997   | Prescott                | P. G. Comba                                      |
| 27948 -            | 1997 NQ3     | 6 tháng 7 năm 1997   | Kitt Peak               | Spacewatch                                       |
| 27949 Jonasz       | 1997 NU4     | 8 tháng 7 năm 1997   | Caussols                | ODAS                                             |
| 27950 -            | 1997 OF1     | 30 tháng 7 năm 1997  | Rand                    | G. R. Viscome                                    |
| 27951 -            | 1997 OG2     | 30 tháng 7 năm 1997  | Caussols                | ODAS                                             |
| 27952 Atapuerca    | 1997 PR4     | 11 tháng 8 năm 1997  | Majorca                 | À. López, R. Pacheco                             |
| 27953              | 1997 PF5     | 11 tháng 8 năm 1997  | Xinglong                | Chương trình tiểu hành tinh Bắc Kinh Schmidt CCD |
| 27954              | 1997 QB4     | 27 tháng 8 năm 1997  | Nachi-Katsuura          | Y. Shimizu, T. Urata                             |
| 27955 -            | 1997 QU4     | 24 tháng 8 năm 1997  | Nanyo                   | T. Okuni                                         |
| 27956 -            | 1997 RC      | 1 tháng 9 năm 1997   | Kleť                    | Z. Moravec                                       |
| 27957              | 1997 RV8     | 12 tháng 9 năm 1997  | Xinglong                | Chương trình tiểu hành tinh Bắc Kinh Schmidt CCD |
| 27958 Giussano     | 1997 RP9     | 9 tháng 9 năm 1997   | Sormano                 | V. Giuliani                                      |
| 27959 Fagioli      | 1997 SE1     | 19 tháng 9 năm 1997  | San Marcello            | L. Tesi, G. Cattani                              |
| 27960 Dobiáš       | 1997 SN1     | 21 tháng 9 năm 1997  | Ondřejov                | L. Šarounová                                     |
| 27961 -            | 1997 SU1     | 22 tháng 9 năm 1997  | Kleť                    | Kleť                                             |
| 27962 -            | 1997 SY1     | 23 tháng 9 năm 1997  | Ondřejov                | M. Wolf, P. Pravec                               |
| 27963 -            | 1997 ST2     | 25 tháng 9 năm 1997  | Ondřejov                | P. Pravec, M. Wolf                               |
| 27964 -            | 1997 SW15    | 27 tháng 9 năm 1997  | Caussols                | ODAS                                             |
| 27965              | 1997 SH25    | 29 tháng 9 năm 1997  | Nachi-Katsuura          | Y. Shimizu, T. Urata                             |
| 27966              | 1997 SA34    | 16 tháng 9 năm 1997  | Xinglong                | Chương trình tiểu hành tinh Bắc Kinh Schmidt CCD |
| 27967 Beppebianchi | 1997 TE      | 1 tháng 10 năm 1997  | Bologna                 | Osservatorio San Vittore                         |
| 27968 -            | 1997 TM1     | 3 tháng 10 năm 1997  | Caussols                | ODAS                                             |
| 27969 -            | 1997 TT3     | 3 tháng 10 năm 1997  | Caussols                | ODAS                                             |
| 27970 -            | 1997 TR9     | 2 tháng 10 năm 1997  | Kitt Peak               | Spacewatch                                       |
| 27971 -            | 1997 TO12    | 2 tháng 10 năm 1997  | Kitt Peak               | Spacewatch                                       |
| 27972              | 1997 TA18    | 8 tháng 10 năm 1997  | Dynic                   | A. Sugie                                         |
| 27973              | 1997 TR25    | 12 tháng 10 năm 1997 | Xinglong                | Chương trình tiểu hành tinh Bắc Kinh Schmidt CCD |
| 27974 Drejsl       | 1997 UH      | 19 tháng 10 năm 1997 | Ondřejov                | L. Šarounová                                     |
| 27975 Mazurkiewicz | 1997 UJ1     | 23 tháng 10 năm 1997 | Prescott                | P. G. Comba                                      |
| 27976 -            | 1997 UY3     | 16 tháng 10 năm 1997 | Oizumi                  | T. Kobayashi                                     |
| 27977 Distratis    | 1997 UK5     | 25 tháng 10 năm 1997 | San Marcello            | L. Tesi, A. Boattini                             |
| 27978 Lubosluka    | 1997 UN9     | 29 tháng 10 năm 1997 | Ondřejov                | L. Šarounová                                     |
| 27979 -            | 1997 UH19    | 28 tháng 10 năm 1997 | Kitt Peak               | Spacewatch                                       |
| 27980              | 1997 UA21    | 27 tháng 10 năm 1997 | Xinglong                | Chương trình tiểu hành tinh Bắc Kinh Schmidt CCD |
| 27981              | 1997 UK21    | 20 tháng 10 năm 1997 | Xinglong                | Beijing Schmidt CCD Asteroid Program             |
| 27982 -            | 1997 UH22    | 16 tháng 10 năm 1997 | Chichibu                | N. Sato                                          |
| 27983 Bernardi     | 1997 UU24    | 16 tháng 10 năm 1997 | Cima Ekar               | A. Boattini, M. Tombelli                         |
| 27984 Herminefranz | 1997 VN      | 1 tháng 11 năm 1997  | Starkenburg Observatory | Starkenburg                                      |
| 27985 Remanzacco   | 1997 VC1     | 2 tháng 11 năm 1997  | Remanzacco              | Remanzacco                                       |
| 27986 Hanuš        | 1997 VV2     | 4 tháng 11 năm 1997  | Ondřejov                | L. Šarounová                                     |
| 27987 -            | 1997 VR3     | 6 tháng 11 năm 1997  | Oizumi                  | T. Kobayashi                                     |
| 27988 Menabrea     | 1997 VA4     | 7 tháng 11 năm 1997  | Prescott                | P. G. Comba                                      |
| 27989 -            | 1997 VG4     | 7 tháng 11 năm 1997  | Oizumi                  | T. Kobayashi                                     |
| 27990 -            | 1997 VD6     | 9 tháng 11 năm 1997  | Oizumi                  | T. Kobayashi                                     |
| 27991 -            | 1997 VW6     | 6 tháng 11 năm 1997  | Chichibu                | N. Sato                                          |
| 27992              | 1997 VR7     | 2 tháng 11 năm 1997  | Xinglong                | Chương trình tiểu hành tinh Bắc Kinh Schmidt CCD |
| 27993 -            | 1997 WK      | 18 tháng 11 năm 1997 | Oizumi                  | T. Kobayashi                                     |
| 27994              | 1997 WM1     | 19 tháng 11 năm 1997 | Xinglong                | Chương trình tiểu hành tinh Bắc Kinh Schmidt CCD |
| 27995 -            | 1997 WL2     | 23 tháng 11 năm 1997 | Oizumi                  | T. Kobayashi                                     |
| 27996 -            | 1997 WJ5     | 23 tháng 11 năm 1997 | Kitt Peak               | Spacewatch                                       |
| 27997 -            | 1997 WV7     | 23 tháng 11 năm 1997 | Chichibu                | N. Sato                                          |
| 27998 -            | 1997 WU8     | 20 tháng 11 năm 1997 | Kitt Peak               | Spacewatch                                       |
| 27999 -            | 1997 WV21    | 30 tháng 11 năm 1997 | Oizumi                  | T. Kobayashi                                     |
| 28000 -            | 1997 WC35    | 29 tháng 11 năm 1997 | Socorro                 | LINEAR                                           |